# Alain de Rohan (1853-1914)
Pour les articles homonymes, voir Alain de Rohan, Alain et Rohan.
Alain Benjamin Arthur de Rohan (né le 8 janvier 1853 à Budapest et décédé le 23 février 1914 à Prague) est un aristocrate et homme politique austro-hongrois d'origine française. Chef de la Maison de Rohan de 1892 à sa mort, duc de Montbazon, prince de Rochefort et de Guémené, il est également membre de la chambre haute du parlement autrichien (1893-1914) et député au parlement de Bohême (1901-1908). 

## Biographie
Issu de la maison de Rohan, Alain de Rohan est le fils de Son Altesse Sérénissime le prince Arthur de Rohan-Rochefort (1826-1885), major dans les troupes autrichiennes, chevalier d'honneur et de dévotion dans l'ordre souverain de Malte (membre laïc), et de la comtesse Gabrielle de Waldstein-Wartenbourg (1827-1890). Il est le frère de Marie-Berthe de Rohan, mariée avec Charles de Bourbon, duc de Madrid, chef de la Maison de Bourbon de 1887 à 1909. Aîné lui-même de la Maison de Rohan, il est donc aussi le beau-frère de l'aîné de la Maison de Bourbon. Il est également, en lignée féminine, l'arrière-arrière-petit-fils de Henri-Louis-Marie de Rohan, prince de Guéméné (duc de Montbazon en 1788 ; voir à cet article et aux articles Charles III et Charles-Jules), et de son épouse, Victoire de Rohan-Soubise . 
Il hérite du château de Sychrov, demeure patrimoniale de la maison de Rohan, en Bohême. Officier, il fut capitaine dans la landwehr du régiment d'uhlans autrichiens. Il était aussi membre héréditaire de la Chambre des seigneurs d'Autriche, chambellan et chevalier d'honneur et de dévotion de l'ordre souverain de Malte (membre laïc) . En 1908, l'empereur François-Joseph 1er le fait chevalier de l'ordre autrichien de la Toison d'or (no 1170) .

## Mariage et descendance
Le 10 octobre 1885, il épouse à Prague la princesse Jeanne d'Auersperg (Teplitz 17 septembre 1860 - château de Sychrov 17 décembre 1922), fille du prince Adolphe d'Auersperg, membre de la diète de Bohême en 1867, membre de la Chambre des seigneurs du Conseil impérial en 1868, Gouverneur de Salzbourg, ministre-président d'Autriche de 1871 à 1879, et de la comtesse Jeanne Festetics de Tolna, sa seconde épouse. De cette union, sont issus six enfants :
- Gabrielle de Rohan, (Albrechtsberg 18 juin 1887 - 9 mai 1917) ;
- Berthe de Rohan (Prague 5 janvier 1889 - Bergen 9 août 1977), mariée à Sychrov le 20 septembre 1922 avec Rodolphe, comte de Colloredo-Mansfeld (1876-1948) ;
- Marie-Anne de Rohan (Sychrov 26 juillet 1893 - 20 novembre 1966) ;
- Alain de Rohan, duc de Montbazon, duc de Bouillon, chevalier de l'ordre autrichien de la Toison d'or (Sychrov  26 juillet 1893 -  Vienne 2 septembre 1976), marié à Vienne le 29 septembre 1921 avec Marguerite, princesse de Schönbourg-Hartenstein (1897 - 1980). dont sept filles ;
- Charles-Antoine de Rohan (Albrechtsberg 9 janvier 1898 - Salzbourg 17 mars 1975), marié à Budapest le 29 juin 1933 avec Marie, comtesse Apponyi de Nagy Appony (1899 - 1967). Dont deux fils, Charles-Alain de Rohan (1934 - 2008), et Albert de Rohan.

## Pour approfondir

### Pages connexes
- Maison de Rohan
- Arbre généalogique détaillé de la Maison de Rohan
- Château de Sychrov
- Duché de Montbazon
- Liste des seigneurs, puis ducs de Bouillon
- Prince de Guéméné
- Liste des princes d'Autriche-Hongrie
- Liste des chevaliers de l'ordre autrichien de la Toison d'or